# フミノイマージン
フミノイマージン（Fumino Imagine、2006年3月4日 - 2013年5月12日）は、日本の競走馬。主な勝ち鞍に2011年の福島牝馬ステークス、マーメイドステークス、愛知杯、2012年の札幌記念。
馬名の由来は、冠名＋母名の一部。

## 経歴

### 2歳 - 3歳
2008年12月27日、阪神のマイルの新馬戦でデビュー、この時は4着だった。
年が明けて3歳になり、2009年1月の京都の未勝利戦で初勝利を挙げると、その後500万下条件戦を3戦し、2勝目を挙げたのは3月の阪神開催での500万下条件戦の事だった。
その後、オークスの出走権をかけて、スイートピーステークスに出走したが、直線で粘り切れず4着に敗れ、オークスへの優先出走権は獲得できなかった。それでも、本番のオークスでは抽選をくぐり抜けて出走できたものの、レースは直線で失速し、11着と惨敗を喫した。
オークス後、9月の札幌での道新スポーツ賞（1000万下）で3勝目を挙げたが、秋は脚部不安もあって出走できず、1年間の長期休養に入る事になる。

### 4歳 - 5歳
1年の休養を経て、9月の札幌でのおおぞら特別（1000万下）で復帰したが3着に終わった。その後、1000万下条件戦を3戦したが、1つも勝てずにこの年は終わっている。
久しぶりの勝利を挙げたのは、年が明けて5歳になった1月の稲荷特別（1000万条件）。実に1年3か月ぶりの勝利だった。
その後、但馬ステークス（1600万下）6着を挟み、4月2日に阪神で行われた中山牝馬ステークスに小林徹弥とのコンビで出走、14番人気と人気は無かったが2着と好走した。
続く4月23日の新潟で行われた福島牝馬ステークスでも9番人気と人気は無かったが、直線で強烈な追い込みを決めて、重賞を初制覇した。また、騎乗した太宰啓介にとっても、これが嬉しい初重賞制覇となった。
その後、ヴィクトリアマイルには出走せずに金鯱賞に出走。金鯱賞では6着に敗れたが、続くマーメイドステークスでも追い込んで勝ち、重賞2勝目を挙げた。
放牧後、秋は10月の府中牝馬ステークスで復帰、この時は3着だった。そして、オークス以来のGI挑戦となったエリザベス女王杯では直線で伸び切れず8着に敗れた。そして、12月の小倉で行われた愛知杯では、早めに前に付けると直線で抜け出し、重賞3勝目を挙げた。

### 6歳
6歳初戦は東京新聞杯だったが、4着に終わった。続く阪神牝馬ステークスで後方から猛追して3着と好走し、調子を上げてヴィクトリアマイルで池添謙一とコンビを組んで出走したが、全くいいところなく15着に敗れた。
夏は休養せずに札幌へ遠征。クイーンステークスでは藤田伸二が騎乗したが、後方追走も直線で伸びず8着に敗れた。だが、太宰に乗り替わった札幌記念では直線で鋭く伸び、ダークシャドウを半馬身抑えて重賞4勝目をマークした。
秋は京都大賞典4着を経て、エリザベス女王杯に出走。2番人気に支持されたが、直線で全く伸びず11着に敗れた。

### 7歳
初戦の中山牝馬ステークスでは6着に敗れ、阪神牝馬ステークスでも7着に終わった。
そして、ヴィクトリアマイルのレース中で第4コーナーを回ったところで右第1指関節脱臼を発症し、競走中止。診断の結果、予後不良と診断され、安楽死の措置がとられた。

## 競走成績
| 年月日     | 競馬場 | 競走名             | 格       | 頭数 | オッズ （人気） | オッズ （人気） | 着順  | 騎手     | 斤量 (kg) | 距離（馬場）  | タイム （上り3F） | タイム 差 | 勝ち馬/（2着馬）       |
| ---------- | ------ | ------------------ | -------- | ---- | --------------- | --------------- | ----- | -------- | --------- | ------------- | ----------------- | --------- | ---------------------- |
| 2008.12.27 | 阪神   | 2歳新馬            |          | 15   | 004.8           | 0（3人）        | 04着  | 幸英明   | 54        | 芝1600m（良） | 1:37.1 (35.9)     | -0.5      | マイベストソング       |
| 2009.01.11 | 京都   | 3歳未勝利          |          | 13   | 010.6           | 0（6人）        | 01着  | 太宰啓介 | 54        | 芝1600m（良） | 1:36.6 (35.5)     | -0.1      | （ハッピーパレード）   |
| 0000.01.31 | 京都   | 3歳500万下         |          | 15   | 017.2           | 0（9人）        | 06着  | 太宰啓介 | 54        | 芝1400m（重） | 1:24.6 (37.3)     | -0.7      | キングスレガリア       |
| 0000.02.15 | 京都   | 3歳500万下         |          | 16   | 012.0           | 0（5人）        | 04着  | 福永祐一 | 54        | ダ1400m（稍） | 1:25.8 (37.4)     | -0.5      | ケイアイガーベラ       |
| 0000.03.07 | 阪神   | 3歳500万下         |          | 15   | 031.5           | （12人）        | 01着  | 藤田伸二 | 54        | 芝1800m（良） | 1:50.0 (35.6)     | -0.0      | （マイネルクラリティ） |
| 0000.05.03 | 東京   | スイートピーS      | OP       | 18   | 044.1           | 0（9人）        | 04着  | 太宰啓介 | 54        | 芝1800m（良） | 1:48.8 (34.6)     | -0.6      | ブロードストリート     |
| 0000.05.24 | 東京   | 優駿牝馬           | JpnI     | 17   | 195.9           | （16人）        | 11着  | 太宰啓介 | 55        | 芝2400m（良） | 2:28.0 (36.3)     | -1.9      | ブエナビスタ           |
| 0000.09.05 | 札幌   | 道新スポーツ賞     | 1000万下 | 16   | 015.9           | 0（5人）        | 01着  | 藤田伸二 | 52        | 芝2000m（良） | 2:00.3 (35.3)     | -0.6      | （タガノプルミエール） |
| 2010.09.12 | 札幌   | おおぞら特別       | 1000万下 | 12   | 014.2           | 0（5人）        | 03着  | 池添謙一 | 55        | 芝1800m（良） | 1:50.6 (34.8)     | -0.4      | ブルーミングアレー     |
| 0000.10.08 | 札幌   | ライラック賞       | 1000万下 | 16   | 002.9           | 0（1人）        | 05着  | 池添謙一 | 55        | 芝2000m（良） | 2:02.5 (36.2)     | -0.2      | エジソン               |
| 0000.11.20 | 京都   | 衣笠特別           | 1000万下 | 10   | 004.5           | 0（2人）        | 06着  | 太宰啓介 | 55        | 芝1800m（良） | 1:47.9 (34.7)     | -0.7      | アグネスミヌエット     |
| 0000.12.04 | 小倉   | 柳川特別           | 1000万下 | 11   | 005.2           | 0（2人）        | 06着  | 太宰啓介 | 55        | 芝2000m（良） | 1:59.7 (35.1)     | -0.5      | メイショウカンパク     |
| 2011.02.12 | 京都   | 稲荷特別           | 1000万下 | 12   | 005.4           | 0（3人）        | 01着  | 藤田伸二 | 55        | 芝2000m（良） | 2:03.5 (34.9)     | -0.2      | （メイショウジンム）   |
| 0000.03.19 | 阪神   | 但馬S              | 1600万下 | 16   | 015.8           | 0（7人）        | 06着  | 藤田伸二 | 53        | 芝2000m（良） | 2:02.5 (34.1)     | -0.3      | ミッキーパンプキン     |
| 0000.04.02 | 阪神   | 中山牝馬S          | GIII     | 18   | 060.7           | （14人）        | 02着  | 小林徹弥 | 51        | 芝1800m（良） | 1:45.8 (34.2)     | -0.4      | レディアルバローザ     |
| 0000.04.23 | 新潟   | 福島牝馬S          | GIII     | 16   | 016.3           | 0（9人）        | 01着  | 太宰啓介 | 54        | 芝1800m（良） | 1:45.4 (33.3)     | -0.3      | （コスモネモシン）     |
| 0000.05.28 | 京都   | 金鯱賞             | GII      | 16   | 037.1           | 0（8人）        | 06着  | 太宰啓介 | 55        | 芝2000m（不） | 2:03.6 (36.3)     | -1.2      | ルーラーシップ         |
| 0000.06.19 | 阪神   | マーメイドS        | GIII     | 13   | 005.6           | 0（2人）        | 01着  | 太宰啓介 | 55        | 芝2000m（良） | 2:00.4 (34.3)     | -0.2      | （ブロードストリート） |
| 0000.10.16 | 東京   | 府中牝馬S          | GII      | 16   | 007.3           | 0（3人）        | 03着  | 太宰啓介 | 55        | 芝1800m（稍） | 1:46.9 (33.6)     | -0.1      | イタリアンレッド       |
| 0000.11.13 | 京都   | エリザベス女王杯   | GI       | 18   | 019.8           | 0（8人）        | 08着  | 太宰啓介 | 56        | 芝2200m（良） | 2:12.5 (34.3)     | -0.9      | スノーフェアリー       |
| 0000.12.18 | 小倉   | 愛知杯             | GIII     | 16   | 008.1           | 0（2人）        | 01着  | 太宰啓介 | 56        | 芝2000m（良） | 1:59.4 (34.6)     | -0.1      | （ブロードストリート） |
| 2012.02.05 | 東京   | 東京新聞杯         | GIII     | 16   | 018.9           | 0（9人）        | 04着  | 太宰啓介 | 56        | 芝1600m（良） | 1:33.2 (33.3)     | -0.4      | ガルボ                 |
| 0000.04.07 | 阪神   | 阪神牝馬S          | GII      | 17   | 006.6           | 0（4人）        | 03着  | 太宰啓介 | 54        | 芝1400m（良） | 1:22.0 (34.3)     | -0.1      | クィーンズバーン       |
| 0000.05.13 | 東京   | ヴィクトリアマイル | GI       | 18   | 007.6           | 0（5人）        | 15着  | 池添謙一 | 55        | 芝1600m（良） | 1:33.6 (34.3)     | -1.2      | ホエールキャプチャ     |
| 0000.07.29 | 札幌   | クイーンS          | GIII     | 14   | 010.8           | 0（5人）        | 08着  | 藤田伸二 | 57        | 芝1800m（良） | 1:47.7 (34.8)     | -0.5      | アイムユアーズ         |
| 0000.08.19 | 札幌   | 札幌記念           | GII      | 18   | 012.4           | 0（4人）        | 01着  | 太宰啓介 | 55        | 芝2000m（良） | 1:58.7 (34.5)     | -0.1      | （ダークシャドウ）     |
| 0000.10.08 | 京都   | 京都大賞典         | GII      | 13   | 002.9           | 0（1人）        | 04着  | 太宰啓介 | 55        | 芝2400m（良） | 2:23.5 (34.9)     | -0.1      | メイショウカンパク     |
| 0000.11.11 | 京都   | エリザベス女王杯   | GI       | 18   | 005.4           | 0（2人）        | 011着 | 太宰啓介 | 56        | 芝2200m（重） | 2:17.6 (36.7)     | -1.3      | レインボーダリア       |
| 2013.03.10 | 中山   | 中山牝馬S          | GIII     | 16   | 008.6           | 0（5人）        | 06着  | 太宰啓介 | 57        | 芝1800m（良） | 1:49.0 (34.7)     | -0.5      | マイネイサベル         |
| 0000.04.06 | 阪神   | 阪神牝馬S          | GII      | 16   | 015.0           | 0（5人）        | 07着  | 太宰啓介 | 55        | 芝1400m（良） | 1:22.1 (34.1)     | -0.7      | サウンドオブハート     |
| 0000.05.12 | 東京   | ヴィクトリアマイル | GI       | 18   | 074.1           | （16人）        |       | 太宰啓介 | 55        | 芝1600m（良） | 競走中止          |           | ヴィルシーナ           |

## 血統表
| フミノイマージンの血統サンデーサイレンス系 / Northern Dancer 15.63% 3 x 5 , Delta Judge 9.38% 4 x 5 , Native Dancer 6.25% 5 x 5 , Almahmoud 6.25% 5 x 5） | フミノイマージンの血統サンデーサイレンス系 / Northern Dancer 15.63% 3 x 5 , Delta Judge 9.38% 4 x 5 , Native Dancer 6.25% 5 x 5 , Almahmoud 6.25% 5 x 5） | フミノイマージンの血統サンデーサイレンス系 / Northern Dancer 15.63% 3 x 5 , Delta Judge 9.38% 4 x 5 , Native Dancer 6.25% 5 x 5 , Almahmoud 6.25% 5 x 5） | （血統表の出典）         | （血統表の出典） |
| 父 マンハッタンカフェ 1998年 青鹿毛 | 父の父*サンデーサイレンス Sunday Silence 1986年 青鹿毛 | Halo | Hail to Reason           | Hail to Reason   |
| 父 マンハッタンカフェ 1998年 青鹿毛 | 父の父*サンデーサイレンス Sunday Silence 1986年 青鹿毛 | Halo | Cosmah                   |                  |
| 父 マンハッタンカフェ 1998年 青鹿毛 | 父の父*サンデーサイレンス Sunday Silence 1986年 青鹿毛 | Wishing Well | Understanding            | Understanding    |
| 父 マンハッタンカフェ 1998年 青鹿毛 | 父の父*サンデーサイレンス Sunday Silence 1986年 青鹿毛 | Wishing Well | Mountain Flower          |                  |
| 父 マンハッタンカフェ 1998年 青鹿毛 | 父の母*サトルチェンジ Subtle Change 1988年 黒鹿毛 | Law Society | Alleged                  | Alleged          |
| 父 マンハッタンカフェ 1998年 青鹿毛 | 父の母*サトルチェンジ Subtle Change 1988年 黒鹿毛 | Law Society | Bold Bikini              |                  |
| 父 マンハッタンカフェ 1998年 青鹿毛 | 父の母*サトルチェンジ Subtle Change 1988年 黒鹿毛 | Santa Luciana | Luciano                  | Luciano          |
| 父 マンハッタンカフェ 1998年 青鹿毛 | 父の母*サトルチェンジ Subtle Change 1988年 黒鹿毛 | Santa Luciana | Suleika                  |                  |
| 母 シンコウイマージン 1997年 栗毛 | 母の父Dixieland Band 1980年 | Northern Dancer | Nearctic                 | Nearctic         |
| 母 シンコウイマージン 1997年 栗毛 | 母の父Dixieland Band 1980年 | Northern Dancer | Natalma                  |                  |
| 母 シンコウイマージン 1997年 栗毛 | 母の父Dixieland Band 1980年 | Mississippi Mud | Delta Judge              | Delta Judge      |
| 母 シンコウイマージン 1997年 栗毛 | 母の父Dixieland Band 1980年 | Mississippi Mud | Sand Buggy               |                  |
| 母 シンコウイマージン 1997年 栗毛 | 母の母Vivid Imagination 1989年 | Raise a Man | Raise a Native           | Raise a Native   |
| 母 シンコウイマージン 1997年 栗毛 | 母の母Vivid Imagination 1989年 | Raise a Man | Delta Sal                |                  |
| 母 シンコウイマージン 1997年 栗毛 | 母の母Vivid Imagination 1989年 | Imagining | Northfields              | Northfields      |
| 母 シンコウイマージン 1997年 栗毛 | 母の母Vivid Imagination 1989年 | Imagining | Image Intensifier F-No.7 |                  |

- 主な近親にカミーユピサロ、フィールドオブゴールド、セレナーズソング。